# 크리샤니스 카린슈
아르투르스 크리샤니스 카린슈(라트비아어: Arturs Krišjānis Kariņš, 1964년 12월 13일~)는 라트비아의 정치인으로 2019년부터 2023년까지 제22대 라트비아의 총리를 지냈다.
미국 델라웨어 윌밍턴의 라트비아 이민자 집안에서 태어났다. 1996년 펜실베이니아 대학교에서 언어학 학위를 받았으며, 조상의 본국인 라트비아로 건너가 냉동식품제조업체인 라쿠 레더스(Lāču ledus)를 설립하였다.
2002년 신세대당 창당에 참여했으며, 동년 10월 국회의원으로 당선되었다. 그 해부터 2004년까지 신세대당의 총재 및 원내대표를 역임했으며, 2004년 12월 제1차 아이가르스 칼비티스 내각의 경제부 장관에 등용되어 2006년 4월까지 있었다. 2007년 3월 아이나스 렙세와 함께 신세대당의 공동 대표로 선출되었다.
2009년 7월 유럽의회 의원으로 선출되었다. 산업연구자원위원회 소속이었으며, 이외에도 경제재무위원회 및 법규기타자연영향특위의 대리위원으로도 활동했으며, 당시 최대 교섭단체인 유럽 국민당 및 유럽 역사 화해 모임에 속해 있었다. 2011년 8월 신세대당이 단결당으로 통합되어 당적이 변경되었으며, 2014년 유럽의회 의원 재선에 성공했다.
2018년 총선 당시 단결당의 총리 후보였으며, 2019년 1월 7일 정부 구성권을 받았다. 2019년 1월 23일 총리에 취임하였으며, 5개의 자유·보수주의 정당(KPV LV, 신보수당, 개발당, 국민연합당, 단결당)으로 구성된 중도우파 연합을 이끌었다.